# Avenida César Vallejo (Trujillo)
La avenida César Vallejo es una de las principales avenidas de la ciudad de Trujillo en el Perú. Se extiende de suroeste a noreste en los distritos de Trujillo y El Porvenir a lo largo de 25 cuadras.

## Recorrido
Se inicia en la avenida José María Eguren, siguiendo el trazo de la avenida Los Incas.